# Replikon (genetika)
Replikon je DNK molekul ili RNK molekul, ili region DNK ili RNK, koji se replikuje iz jednog mesta početka replikacije. 

## Prokariote
Za većinu prokariotskih hromozoma, replikon je celokupni hromozom. Jedan primetni izuzetak postoji kod arheja, gde je za dve Sulfolobus vrste pokazano da sadrže tri replikona. Primeri bakterijskih vrsta sa višestrukim replikonima su: Rhodobacter sphaeroides (2), Vibrio cholerae, i Burkholderia multivorans (3). Ti „sekundarni“ (ili tercijarni) hromozomi se često opisuju kao molekuli koji su smeše između pravih hromozoma i plazmida, i ponekad se nazivaju „hromidi“. Razne Azospirillum vrste poseduju 7 replikona, Azospirillum lipoferum, na primer, ima 1 bakterijski hromozom, 5 hromida, i 1 plazmid. Plazmidi i bakteriofazi se obično replikuju kao jedan replikon, mada veliki plazmidi Gram-negativnih bakterija mogu da imaju nekoliko replikona.

## Eukariote
Eukariotski hromozomi sadrže višestruke replikone. Definicija replikaona je donekle nejasna za mitohondrije, jer one koriste jednosmernu replikaciju sa dva zasebna mesta početka.